# Calycidium cuneatum
Calycidium cuneatum är en lavart som beskrevs av Stirt. 1877. Calycidium cuneatum ingår i släktet Calycidium och familjen Calycidiaceae.   Inga underarter finns listade i Catalogue of Life.